# Milan-San Remo 1972
L'édition 1972 de la course cycliste Milan-San Remo a été remportée en solitaire par le Belge Eddy Merckx, champion du monde en titre.

## Classement final
|    | Cycliste         | Pays                 | Équipe            | Temps           |
| -- | ---------------- | -------------------- | ----------------- | --------------- |
| 1  | Eddy Merckx      | Belgique             | Molteni           | 6 h 33 min 32 s |
| 2  | Gianni Motta     | Italie               | Ferretti          | + 9 s           |
| 3  | Marino Basso     | Italie               | Salvarani         | + 9 s           |
| 4  | Frans Verbeeck   | Belgique             | Watney-Avia       | + 9 s           |
| 5  | Rolf Wolfshohl   | Allemagne de l'Ouest | Rokado            | + 9 s           |
| 6  | Michele Dancelli | Italie               | Scic              | + 9 s           |
| 7  | Domingo Perurena | Espagne              | KAS-Kaskol        | + 9 s           |
| 8  | André Dierickx   | Belgique             | Flandria-Beaulieu | + 9 s           |
| 9  | Gösta Pettersson | Suède                | Ferretti          | + 9 s           |
| 10 | Tomas Pettersson | Suède                | Ferretti          | + 9 s           |